# Wittnauer
Wittnauer è stata una azienda statunitense di orologi e gioielleria, fondata nel 1890 dall'emigrante svizzero Albert Wittnauer. È  un marchio di Bulova.

## Storia
Albert Wittnauer giunse a New York dalla Svizzera nel 1872, all'età di sedici anni. Incominciò a lavorare per suo cugino J. Eugene Robert, un importatore di orologi svizzeri di lusso. Qualche tempo dopo, con l'aiuto del fratello, Wittnauer decise di fondare la propria azienda di orologi, utilizzando pezzi di importazione elvetica nel proprio laboratorio a New York.
Nel 1880 creò il proprio marchio, spinto dall'idea di coniugare la qualità manifatturiera svizzera con gli inferiori costi di produzione statunitensi, ottenendo subito un buon successo di vendita. Cinque anni dopo rilevò interamente l'impresa di importazione del cugino, continuando a occuparsi di distribuzione di numerosi marchi elvetici, oltre che della nascente collezione Wittnauer. L'attività venne stabilita formalmente nel 1890, modificando il nome dell'impresa in "A. Wittnauer Company".
Negli anni successivi si verificò un costante ampliamento dell'impresa, che si spostò nel centro di New York e, nel corso del XX secolo, acquisì uno stabilimento a Porto Rico. Con la morte dell'ultimo fratello Emile, Martha Wittnauer rimase a gestire l'azienda da sola nel 1916, una delle poche dirigenti donna dell'epoca.
Durante la prima guerra mondiale, l'azienda produsse orologi per militari, in particolare per l'aviazione e la marina. Il più noto orologio di quei tempi fu il Wittnauer AllProof, uscito nel 1918 e uno dei primi modelli del genere, utilizzato anche dall'aviatore e avventuriero Jimmie Mattern nel suo tentativo di viaggio intorno al mondo e da Neil Armstrong nella missione sul Gemini 8. Nel 1926 la NBC scelse ufficialmente la Wittnauer per tenere i tempi delle proprie trasmissioni radiofoniche.
Nel 1939 Amelia Earhart divenne la prima donna (e la seconda persona in assoluto dopo Charles Lindbergh) a effettuare in aereo la traversata dell'oceano atlantico, il suo Lockheed Vega fu equipaggiato con dispositivi Wittnauer. I prodotti Wittnauer furono usati intensivamente anche in altre spedizioni scientifiche ed esplorative, e fu uno dei tre contendenti con l'Omega speedmaster e il Rolex Daytona per la prima missione sulla luna. A tal proposito, Marvin Whitney scrisse: "Nessun'altra azienda è stata di più coinvolta nella progettazione e produzione di così tanti tipi diversi di orologi e impegnata in così tante spedizioni di valore storico". Durante la seconda guerra mondiale Wittnauer ricevette dalle forze armate mandato di produrre bussole, temporizzatori, orologi da polso e per velivoli militari.
Dopo i fasti dei primi anni, l'azienda Wittnauer mantenne una buona reputazione nel corso del XX secolo. Nel 1995 la Swatch interruppe la collaborazione tra Longines e Wittnauer durata 125 anni e fece propria la distribuzione del marchio Longines. A seguito di alcuni problemi economici, fu infine acquisita nel settembre 2001 da Bulova per 11,6 milioni di dollari, che ne fece un proprio marchio.